# Братунаць

Братунаць (босн. Bratunac, серб. Братунац / Bratunac, хорв. Bratunac) — місто на сході Боснії і Герцеговини біля річки Дрині, прикордонне з Сербією, на північ від Сребрениці. Центр громади Братунаць. Належить до Республіки Сербської.

## Населення
Чисельність населення міста за переписом на 2013 рік склав 8 359 осіб, громади — 21 619 осіб.
Національний склад міста за переписом 1991 року:
- Боснійці — 4.311 (56,02 %)
- Серби — 3.037 (39,46 %)
- Хорвати — 32 (0,41 %)
- Югослави — 159 (2,06 %)
- інші — 156 (2,02 %)
- Всього — 7.695